# Miguel Ángel Gamboa
Miguel Ángel Luis Gamboa Pedemonte (ur. 21 czerwca 1951 w Santiago) – piłkarz chilijski grający podczas kariery na pozycji napastnika.

## Kariera klubowa
Karierę piłkarską Miguel Ángel Gamboa rozpoczął w klubie Audax Italiano w 1971. W 1974 przeszedł do CD Lota Schwager, z którego w 1073 trafił do CSD Colo-Colo. Z Colo-Colo zdobył Puchar Chile w 1974.
W latach 1975–1981 Gamboa występował w Meksyku w Tecos UAG i stołecznej Américe. W 1981 powrócił do Chile i przez kilkanaście miesięcy był zawodnikiem Universidad de Chile. W 1983 powrócił do Meksyku, gdzie w 1985 zakończył karierę w klubie Deportivo Neza.

## Kariera reprezentacyjna
W reprezentacji Chile Miguel Ángel Gamboa zadebiutował 26 kwietnia 1974 w zremisowanym 0-0 towarzyskim spotkaniu z Haiti. W 1975 wziął udział w Copa América. W tym turnieju Gamboa wystąpił we wszystkich czterech meczach z Boliwią i Peru.
W 1982 roku został powołany przez selekcjonera Luisa Santibáñeza do kadry na Mistrzostwa Świata w Hiszpanii. Na Mundialu Gamboa wystąpił w dwóch meczach z Austrią i RFN.
Ostatni raz w reprezentacji Gamboa wystąpił 12 maja 1983 w zremisowanym 2-2 towarzyskim meczu z Argentyną. Od 1974 do 1983 roku rozegrał w kadrze narodowej 19 spotkaniach, w których zdobył 5 bramek.